# Loxops
Loxops es un género de aves paseriformes de la familia de los fringílidos, que incluye a cinco especies endémicas del archipiélago de Hawái.

## Especies
- Loxops mana (Wilson, SB, 1891) – akikiki de Hawái;
- Loxops caeruleirostris (Wilson, SB, 1890) – akepa de Kauai;
- Loxops coccineus (Gmelin, JF, 1789) – akepa de Hawái;
- Loxops wolstenholmei† Rothschild, 1893 – akepa de Oahu;
- Loxops ochraceus Rothschild, 1893 – akepa de Maui.